# Porsche Mission E Cross Turismo
De Porsche Mission E Cross Turismo is een conceptauto van de Duitse autofabrikant Porsche.

## Geschiedenis

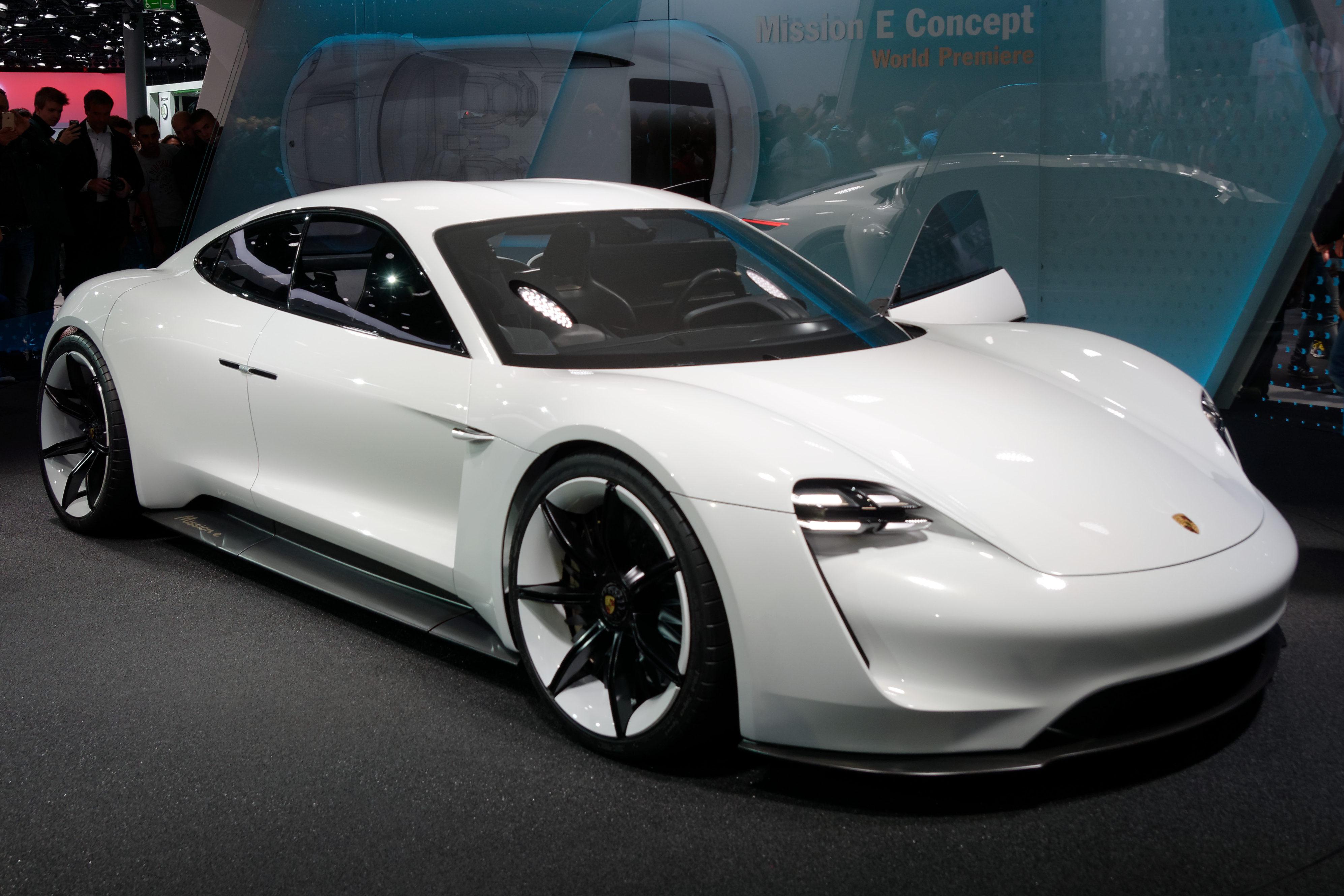
Porsche Mission E op de IAA 2015

Op 8 maart 2018 werd de Mission E Cross Turismo onthuld tijdens de Autosalon van Genève. Het is een variant op de Mission E conceptauto die in 2015 voor het eerst werd getoond op de IAA in Frankfurt. De Mission E is in 2019 als de Porsche Taycan in productie gegaan.

## Kenmerken
De conceptauto is een vierdeurs volledig elektrische SUV met vier aparte zitplaatsen. Het uiterlijk is afgeleid van de Mission E en kenmerkt zich door kunststof wielkastranden en verhoogde bodemvrijheid. De instelbare adaptieve luchtvering kan de bodemvrijheid 50 millimeter laten variëren. De auto beschikt over vierwielaandrijving, vierwielbesturing en torque vectoring, waarmee elk wiel apart wordt aangestuurd om het vermogen op de gewenste hoek te leveren.
De auto is voorzien van twee elektromotoren die samen 608 pk genereren, welke de auto in staat stellen om in 3,5 seconden naar 100 km/u te accelereren en na 12 seconden 200 km/u te bereiken. De topsnelheid van de Mission E Cross Turismo is meer dan 260 km/u.
De Cross Turismo kan gebruik maken van 800-volt techniek, in welk geval de auto in 15 minuten voor 80 procent kan worden opgeladen. Het accupakket van 90 kWh geeft de auto een actieradius van 500 kilometer volgens de NEDC-norm.

## Productie
Reeds in 2018 heeft Porsche aangegeven de Mission E Cross Turismo in productie te willen nemen. Naar verwachting zal de daadwerkelijke productie in 2021 starten.

## Galerij

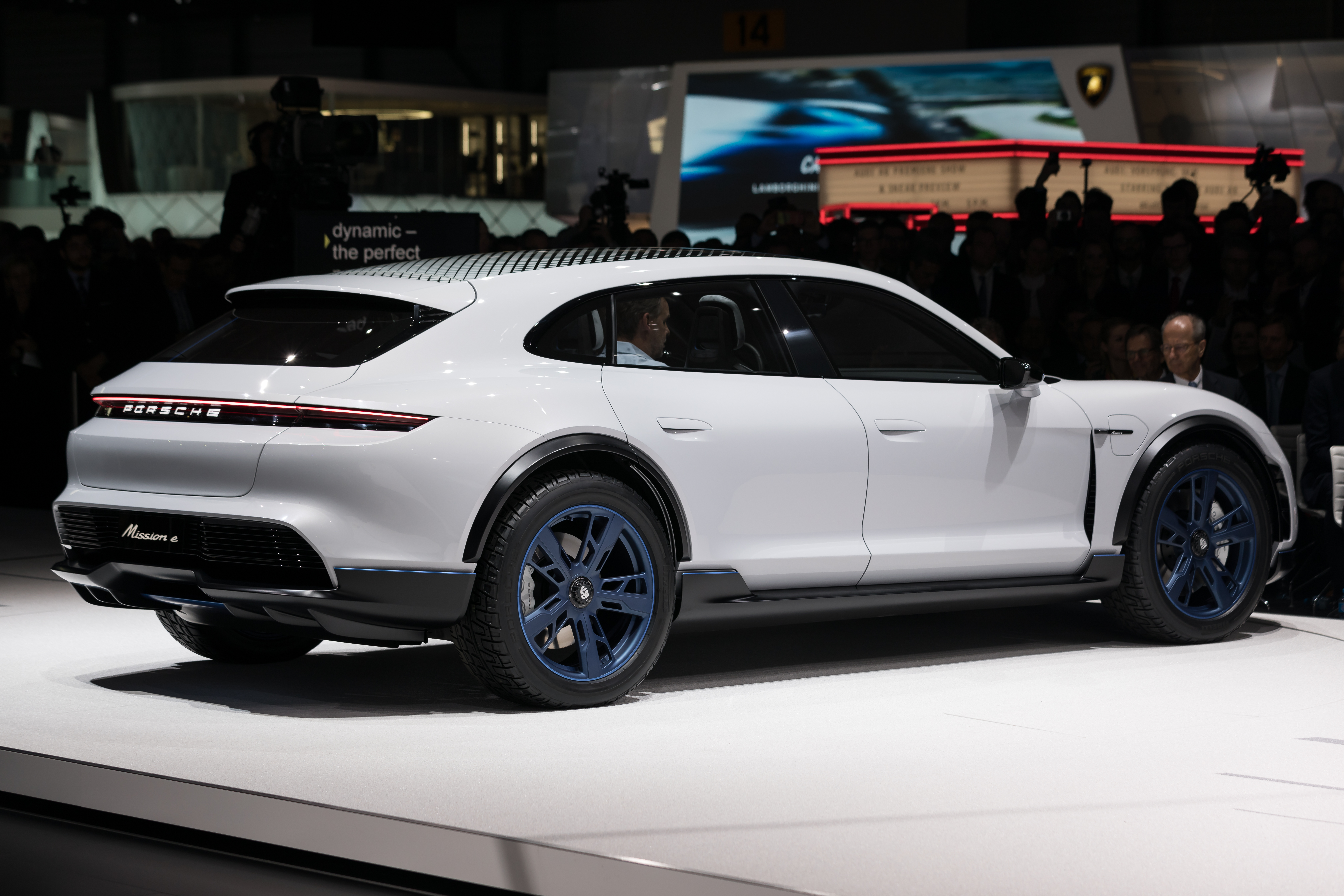
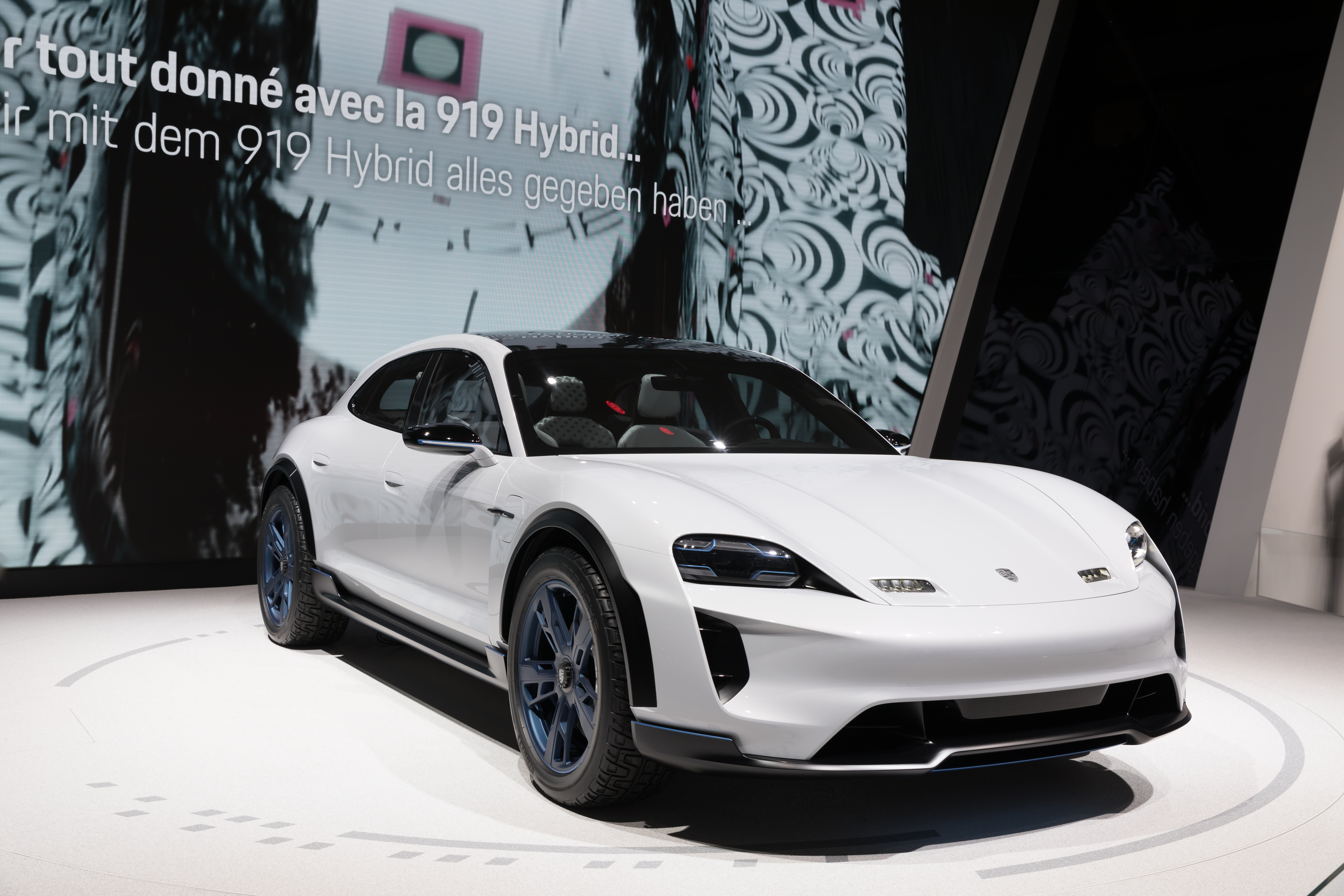
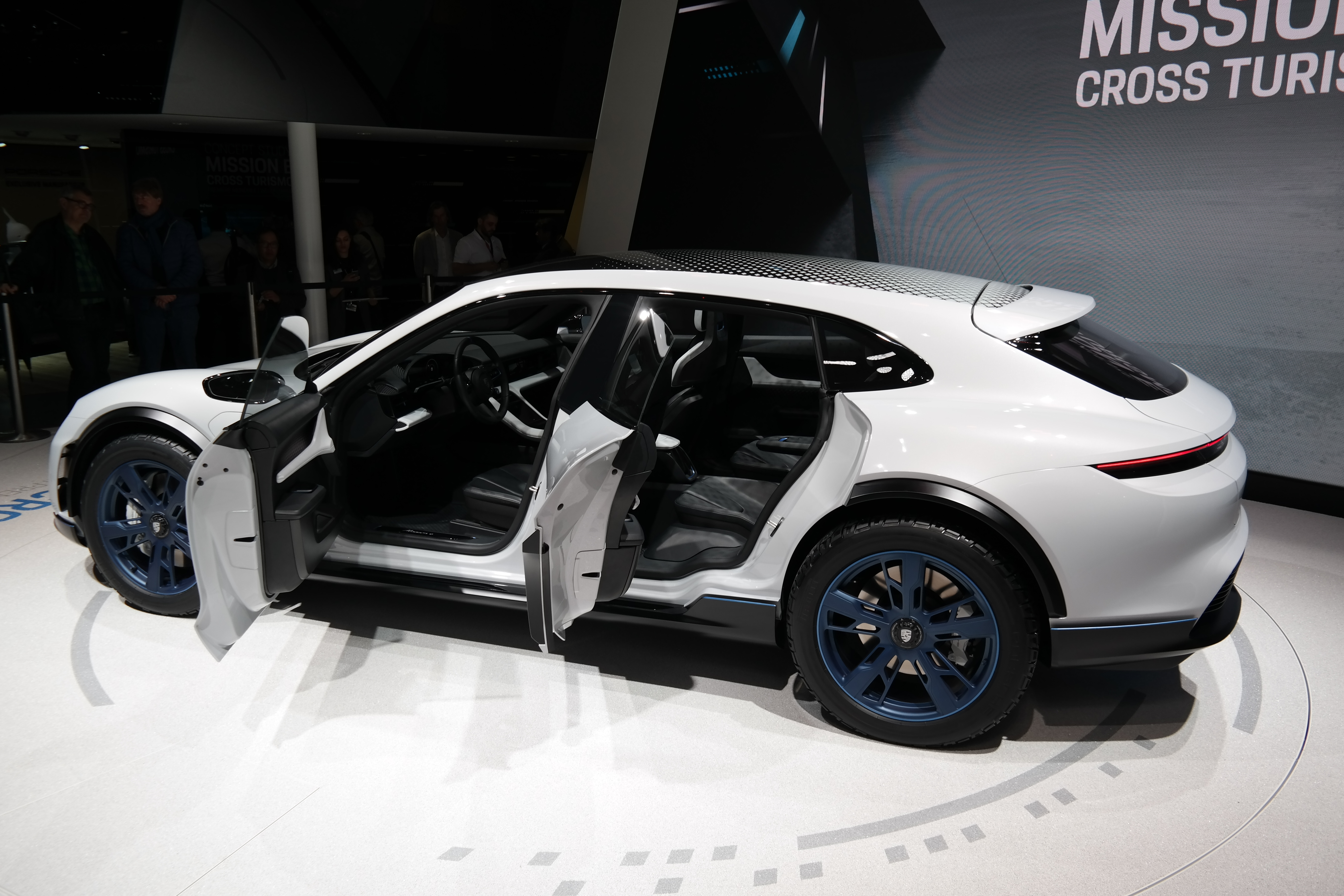
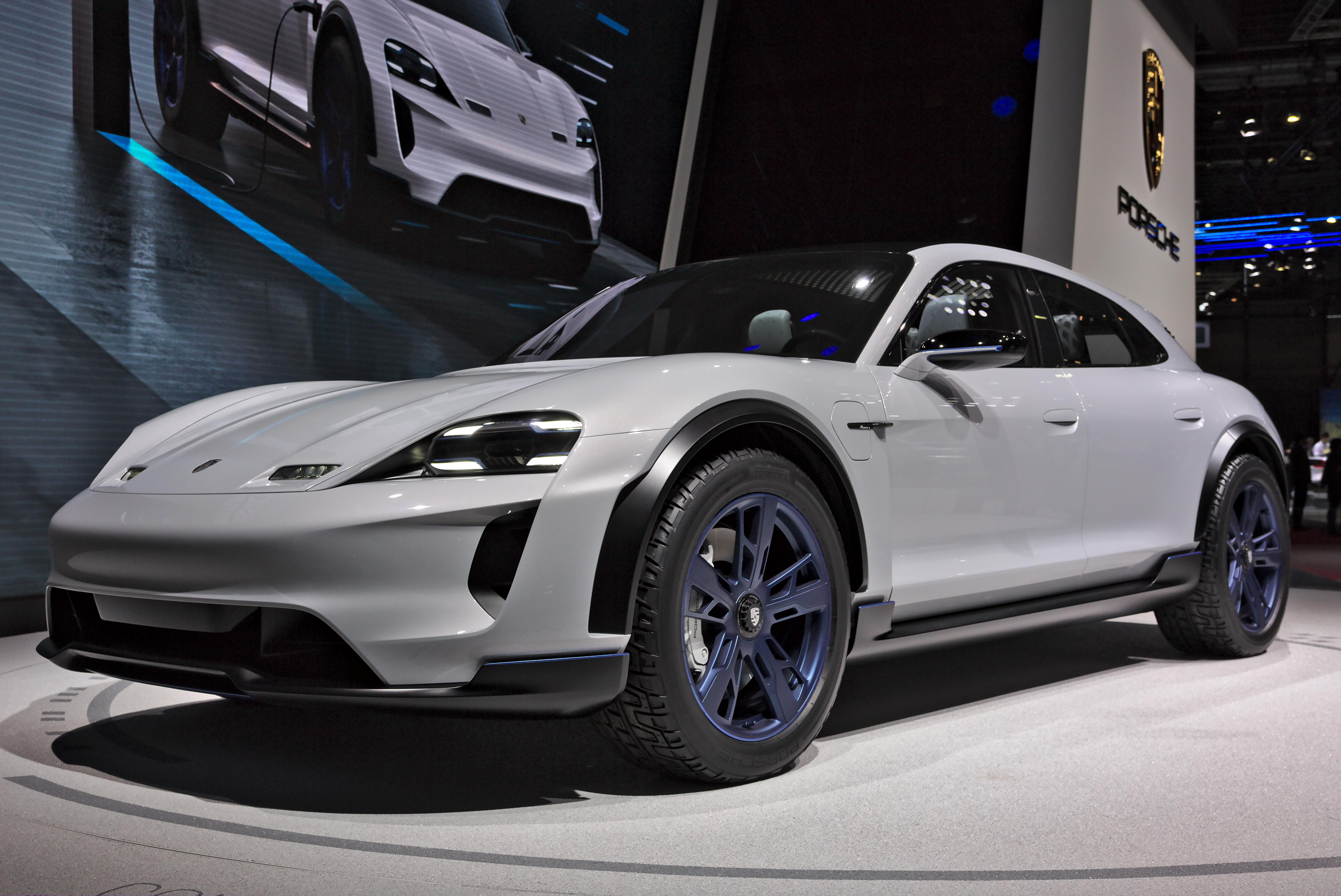
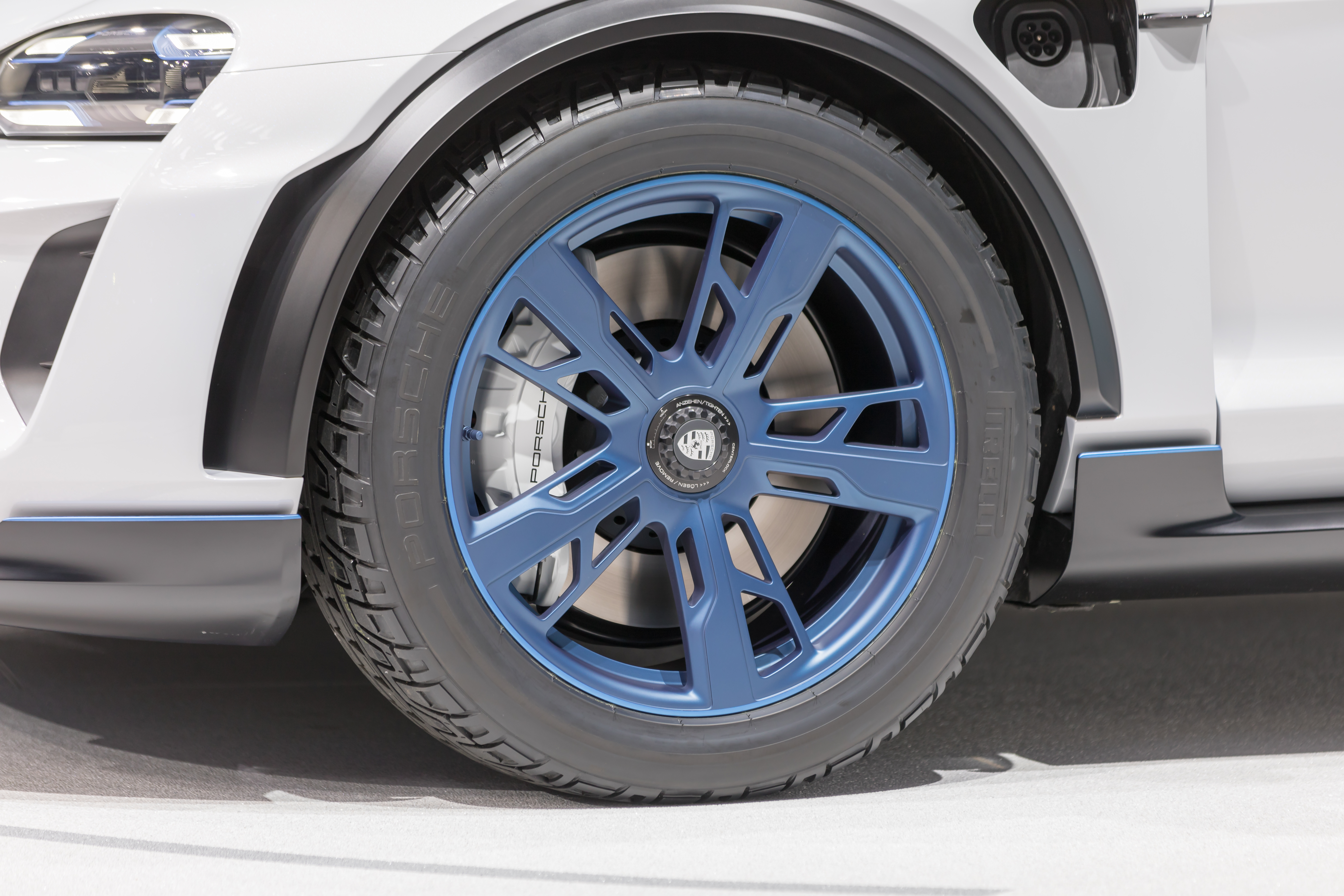